# (602716) 2014 OP394
(602716) 2014 OP394 est un objet transneptunien de la famille des objets épars avec un diamètre estimé à environ 340 km.